# Croteam
A Croteam (Croatia + Team) egy horvát videójáték-fejlesztő csapat, amelyet Roman Ribaric, Alen Ladavac, Davor Hunski és Damjan Mravunac alapítottak 1993-ban.
A főhadiszállás Zágrábban található. A cég a Serious Sam játékok fejlesztőjeként ismert, de más játékokat is kiadtak, például The Talos Principle vagy Save the Earth. A Croteam viszont a Serious Sam franchise-zal robbant be a köztudatba. A céget eredetileg hat ember alapította egy garázsban. Az első játékukat Football Glorynak hívták. A csapat botrányt is keltett rögtön az első játékkal, ugyanis a Sensible Software perrel fenyegette a Croteamet, mondván, hogy lemásolták a Sensible Soccer nevű terméküket. Videójáték-motort is fejleszt a csapat, a Serious Engine-t, amelyen a Serious Sam játékok futnak.